# Časová pásma na Papuji Nové Guineji

Časová pásma
UTC+10
UTC+11

Časová pásma na Papuji Nové Guineji pokrývají od nejvýchodnějšího ostrova (Nukumanu) k nejzápadnějšímu (hranice s Indonésií na řece Fly) délkový rozsah 18°39', což odpovídá časovému rozdílu 1,24 hodiny, který je rozdělen do dvou standardních časových pásem. Sezónní změna času není zavedena.

## Standardizovaný čas
Na Papuji Nové Guineji platí dvě časová pásma UTC+10:00 a UTC+11:00. Přitom na většině území platí celoročně UTC+10 a UTC+11 platí na autonomním území Bougainville.
Přehled území a na nich standardizovaných časů je v tabulce níže.
| Standardní čas | území                        | Odkaz |
| -------------- | ---------------------------- | ----- |
| UTC+10:00      | převážná část                | [ 2 ] |
| UTC+11:00      | Autonomní území Bougainville | [ 2 ] |

### Hranice
Hranice mezi zónami jsou přirozené, protože jsou odděleny mořem.

## Historie
Standardní čas byl zaveden oběma koloniálními mocnostmi koncem 19. století hodnotou GMT+10. Za druhé světové války zavedli Japonci na jimi okupovaných územích japonský standardní čas GMT+9. Návrat k původním časovým pásmům nastal po jejich vyhnání.  V důsledku separatistických tendencí na ostrově Bougainville přešly některé pravomoci na místní vládu a ta posunula koncem roku 2014 čas na zdejším autonomním území o jednu hodinu vpřed na UTC+11:00.